# River Island
River Island (Рівер Айленд) — одна з найпопулярніших британських марок одягу, що продається майже в усіх містах Великої Британії, а також у багатьох інших країнах світу.

## Історія
Компанію заснував Бернанд Льюїс у 1948 році. Спочатку компанія спеціалізувалась на продажу фруктів та овочів, а потім зайнялася в'язанням виробів із вовни в Іст-Енді (Лондон). Потім до бізнесу приєднались троє його братів і разом вони розширили мережу до дев'яти магазинів, давши їй назву Lewis Separates.
До 1965 року компанія мала 70 магазинів в Об'єднаному Королівстві. Тоді брати вирішили, що бренд уже потребує нової ідентичності. Отже, бренд змінив назву з Lewis Separates на Chelsea Girl.
Наприкінці 1970-х двоє братів полишили бізнес, таким чином переклавши всю відповідальність на Бернарда та Девіда. Вони заснували компанію Lewis Trust Group, у якій Девід займався готелями, нерухомістю та інвестиціями, а Бернард — роздрібною торгівлею. Це дало змогу компанії захопити нішу на ринку чоловічого одягу і 1982 року запустити магазини Concept Man. 1988 року ця новоутворена компанія злилась із Chelsea Girl вже під новою назвою River Island, яку вони зберігають дотепер.
2010 року компанія почала випускати дитяче вбрання, а 2011 року Chelsea Girl знову з'вилась у вигляді окремої колекції одягу в асортименті магазинів River Island.

## Магазини
Станом на липень 2015 року компанія мала 317 магазинів у Об'єднаному Королівстві та інших країнах, таких як:
| Африка - Намібія 1 | Азія - Саудівська Аравія 7 - ОАЕ 6 - Кувейт 4 - Філіппіни 3 - Бахрейн 1 - Катар 1 | Європа - Швеція 1 |